# Ciao, Italia! – Live from Italy
Ciao, Italia! – Live from Italy je live videoalbum američke pjevačice Madonne. Album je izdan 24. svibnja 1988. pod Warner Reprise Video a prikazivao je Madonnin koncert 4. rujna 1987. u Torinu za vrijeme Who's That Girl Tour.

## Formati
Album je izdan kao VHS, Laserdisc i DVD.
Ovaj video osim koncerta u Torinu, sadrži i neke dijelove koncerta u Tokiju. To se može primijetiti jer na nekim dijelovima Madonna nosi zlatnu ogrlicu a na nekima ne, te po dužini kose.

## Popis pjesama
1. "Open Your Heart"
2. "Lucky Star"
3. "True Blue"
4. "Papa Don't Preach"
5. "White Heat"
6. "Causing a Commotion"
7. "The Look of Love"
8. Zajedno: 
  1. "Dress You Up"
  2. "Material Girl"
  3. "Like a Virgin"
9. "Where's the Party"
10. "Live to Tell"
11. "Into the Groove"
12. "La Isla Bonita"
13. "Who's That Girl"
14. "Holiday"